# Maracana Indijanci
Maracana (Moracano; danas Cahuarano).- Pleme američkih Indijanaca sa srednjeg toka rijeke Nanay, današnje područje departmana Loreto, provincija Maynas, u Peruu. Njihovi današnji potomci nazivani su imenom Cahuarano ili Kawarano, i prema Alainu Fabreu govore dijalektom jezika ikito (svega 5 govornika 1976., SIL), porodica Zaparoan. Prema Tessmanu (1930.) populacija im je (1925.) iznosila 1,000. 

## Vanjske poveznice
- Zaparo